# Kidd Keo
Kidd Keo, pseudonimo di Padua Keoma Salas Sánchez (Alicante, 27 settembre 1995), è un rapper spagnolo.

## Biografia
Suo padre, che conosceva a malapena, era tedesco. È cresciuto in una famiglia della classe operaia. Kidd Keo ammira sua madre, che si è presa cura di lui da sola trasferendosi in vari luoghi come Toronto fino a stabilirsi ad Alicante.
Nel 2014 si è fatto conoscere attraverso i video su Youtube, ma è stato nel 2015 quando ha pubblicato il suo video Relax, dove ha moltiplicato le sue visualizzazioni e ha deciso di dedicarsi alla musica. All'inizio del 2017 ha pubblicato l'album Welcome to Gotham, dopo aver pubblicato 4 singoli nel 2016. Fra il 2017 ed il 2018 pubblica diversi singoli. Nel 2018 pubblica il mixtape Keoland.
Nel 2020 pubblica il singolo Loco, che ha visto la partecipazione della Dark Polo Gang.

## Discografia

### Album in studio
- 2018 – Keoland
- 2020 – Back to Rockport
- 2024 – 2016

### Mixtape
- 2016 - Fear The Walking Tape
- 2022 - Trippy & Trapper (con Yung Sarria)
- 2023 - Trap Bandicoot
- 2023 - Bando Boyz: The Trap House Mixtape

### EP
- 2016 - Welcome to Gotham
- 2017 - Old Times in Gotham
- 2017 - The Giant
- 2020 - Rockport espacial
- 2020 - B&W (con Yung Sarria)
- 2021 - Rockport espacial 2
- 2024 - Rockport espacial 3

### Singoli
- 2016 – The Lil Kid
- 2016 – Kylo Ren
- 2016 – Los más pegaos
- 2016 – Trippy Level
- 2016 – Stress
- 2017 – A.N.A.
- 2017 – Words
- 2017 – Back to the Future
- 2017 – Miami Bills
- 2017 – Back to the Future II
- 2017 – Facing Life
- 2017 – Pikete cabrón
- 2017 – One Million
- 2017 – Don't Hit My Line
- 2017 – Me la suda
- 2017 – Buscando
- 2017 – The Giant
- 2018 – Ig
- 2018 – Touchdown
- 2018 – Let M3 Xplain
- 2018 – Dracukeo
- 2019 – Pitbull
- 2019 – Serpiente veneno
- 2019 – Moon Talk
- 2019 – Plugstar
- 2019 – Wrong Way
- 2019 – 24H
- 2020 – Money Till I Die
- 2020 – Loco (feat. Dark Polo Gang)
- 2020 – Como vas?
- 2020 – Bando Boyz Free
- 2020 – Rockport espacial
- 2020 – Rip the Woo